# Protocoles, annexes et déclarations annexés aux traités constitutifs de l'Union européenne
Les traités constitutifs de l'Union européenne sont complétés par des protocoles et des annexes, qui ont même valeur juridique que les traités. Sont également annexés aux traités des déclarations relatives à l'application de certaines dispositions des traités.
Depuis l'entrée en vigueur du traité de Lisbonne, le traité sur l'Union européenne et le traité sur le fonctionnement de l'Union européenne sont ainsi complétés par :
- trente-sept protocoles ;
- deux annexes ;
- soixante-cinq déclarations.

## Protocoles
Les trente-sept protocoles sont les suivants :
| - Protocole (no 1) sur le rôle des parlements nationaux dans l'Union européenne - Protocole (no 2) sur l'application des principes de subsidiarité et de proportionnalité - Protocole (no 3) sur le statut de la Cour de justice de l'Union européenne - Protocole (no 4) sur les statuts du Système européen de banques centrales et de la Banque centrale européenne - Protocole (no 5) sur les statuts de la Banque européenne d'investissement - Protocole (no 6) sur la fixation des sièges des institutions et de certains organes, organismes et services de l'Union européenne - Protocole (no 7) sur les privilèges et immunités de l'Union européenne - Protocole (no 8) relatif à l'article 6, paragraphe 2, du traité sur l'Union européenne sur l'adhésion de l'Union à la Convention européenne de sauvegarde des droits de l'Homme et des libertés fondamentales - Protocole (no 9) sur la décision du Conseil relative à la mise en œuvre des articles 16, paragraphe 4, du traité sur l'Union européenne et 238, paragraphe 2, du traité sur le fonctionnement de l'Union européenne entre le 1er novembre 2014 et le 31 mars 2017, d'une part, et à partir du 1er avril 2017, d'autre part - Protocole (no 10) sur la coopération structurée permanente établie par l'article 42 du traité sur l'Union européenne - Protocole (no 11) sur l'article 42 du traité sur l'Union européenne - Protocole (no 12) sur la procédure concernant les déficits excessifs - Protocole (no 13) sur les critères de convergence - Protocole (no 14) sur l'Eurogroupe - Protocole (no 15) sur certaines dispositions relatives au Royaume-Uni de Grande-Bretagne et d'Irlande du Nord - Protocole (no 16) sur certaines dispositions relatives au Danemark - Protocole (no 17) sur le Danemark - Protocole (no 18) sur la France - Protocole (no 19) sur l'acquis de Schengen intégré dans le cadre de l'Union européenne | - Protocole (no 20) sur l'application de certains aspects de l'article 26 du traité sur le fonctionnement de l'Union européenne au Royaume-Uni et à l'Irlande - Protocole (no 21) sur la position du Royaume-Uni et de l'Irlande à l'égard de l'espace de liberté, de sécurité et de justice - Protocole (no 22) sur la position du Danemark - Protocole (no 23) sur les relations extérieures des États membres en ce qui concerne le franchissement des frontières extérieures - Protocole (no 24) sur le droit d'asile pour les ressortissants des États membres de l'Union européenne - Protocole (no 25) sur l'exercice des compétences partagées - Protocole (no 26) sur les services d'intérêt général - Protocole (no 27) sur le marché intérieur et la concurrence - Protocole (no 28) sur la cohésion économique, sociale et territoriale - Protocole (no 29) sur le système de radiodiffusion publique dans les États membres - Protocole (no 30) sur l'application de la charte des droits fondamentaux de l'Union européenne à la Pologne et au Royaume-Uni - Protocole (no 31) relatif aux importations dans l'Union européenne de produits pétroliers raffinés aux Antilles néerlandaises - Protocole (no 32) sur l'acquisition de biens immobiliers au Danemark - Protocole (no 33) sur l'article 157 du traité sur le fonctionnement de l'Union européenne - Protocole (no 34) sur le régime particulier applicable au Groenland - Protocole (no 35) sur l'article 40.3.3 de la Constitution de l'Irlande - Protocole (no 36) sur les dispositions transitoires - Protocole (no 37) relatif aux conséquences financières de l'expiration du traité CECA et au fonds de recherche du charbon et de l'acier |

### Évolution après le traité de Lisbonne
Le 19 mai 2010, le Conseil européen a adopté une proposition de modification du protocole no 36 prévoyant la création de 18 nouveaux sièges au Parlement européen pour certains pays qui auraient disposé de députés européens supplémentaires si le traité de Lisbonne avait été en vigueur au moment des élections au Parlement européen de juin 2009. Cette proposition a été adoptée par les représentants permanents à Bruxelles des États membres le 23 juin 2010. Cette modification doit être ratifiée par les 27 États membres (la Croatie rejoint l'UE en 2014) avant d'entrer en vigueur.

## Déclarations
Soixante-cinq déclarations sont annexées à l'acte final de la Conférence intergouvernementale qui a adopté le traité de Lisbonne signé le 13 décembre 2007 :
- 50 ont été adoptées par la Conférence intergouvernementale et concernent soit des dispositions des traités, soit les protocoles annexés aux traités ;
- 15 sont formulées par un ou plusieurs États membres.

| Déclarations relatives à des dispositions des traités - 1. Déclaration sur la Charte des droits fondamentaux de l'Union européenne - 2. Déclaration ad article 6, paragraphe 2, du traité sur l'Union européenne - 3. Déclaration ad article 8 du traité sur l'Union européenne - 4. Déclaration concernant la composition du Parlement européen - 5. Déclaration concernant l'accord politique du Conseil européen sur le projet de décision relative à la composition du Parlement européen - 6. Déclaration ad article 15, paragraphes 5 et 6, article 17, paragraphes 6 et 7, et article 18 du traité sur l'Union européenne - 7. Déclaration ad article 16, paragraphe 4, du traité sur l'Union européenne et article 238, paragraphe 2, du traité sur le fonctionnement de l'Union européenne - 8. Déclaration relative aux mesures pratiques à prendre au moment de l'entrée en vigueur du traité de Lisbonne en ce qui concerne la présidence du Conseil européen et du Conseil des affaires étrangères - 9. Déclaration ad article 16, paragraphe 9, du traité sur l'Union européenne concernant la décision du Conseil européen relative à l'exercice de la présidence du Conseil - 10. Déclaration ad article 17 du traité sur l'Union européenne - 11. Déclaration ad article 17, paragraphes 6 et 7, du traité sur l'Union européenne - 12. Déclaration ad article 18 du traité sur l'Union européenne - 13. Déclaration sur la politique étrangère et de sécurité commune - 14. Déclaration sur la politique étrangère et de sécurité commune - 15. Déclaration ad article 27 du traité sur l'Union européenne - 16. Déclaration ad article 55, paragraphe 2, du traité sur l'Union européenne - 17. Déclaration relative à la primauté - 18. Déclaration concernant la délimitation des compétences - 19. Déclaration ad article 8 du traité sur le fonctionnement de l'Union européenne - 20. Déclaration ad article 16 du traité sur le fonctionnement de l'Union européenne - 21. Déclaration sur la protection des données à caractère personnel dans le domaine de la coopération judiciaire en matière pénale et de la coopération policière - 22. Déclaration ad articles 48 et 79 du traité sur le fonctionnement de l'Union européenne - 23. Déclaration ad article 48, deuxième alinéa, du traité sur le fonctionnement de l'Union européenne - 24. Déclaration sur la personnalité juridique de l'Union européenne - 25. Déclaration ad articles 75 et 215 du traité sur le fonctionnement de l'Union européenne - 26. Déclaration relative à la non-participation d'un État membre à une mesure basée sur le titre V de la troisième partie du traité sur le fonctionnement de l'Union européenne - 27. Déclaration ad article 85, paragraphe 1, deuxième alinéa, du traité sur le fonctionnement de l'Union européenne - 28. Déclaration ad article 98 du traité sur le fonctionnement de l'Union européenne - 29. Déclaration ad article 107, paragraphe 2, point c), du traité sur le fonctionnement de l'Union européenne - 30. Déclaration ad article 126 du traité sur le fonctionnement de l'Union européenne - 31. Déclaration ad article 156 du traité sur le fonctionnement de l'Union européenne - 32. Déclaration ad article 168, paragraphe 4, point c), du traité sur le fonctionnement de l'Union européenne - 33. Déclaration ad article 174 du traité sur le fonctionnement de l'Union européenne - 34. Déclaration ad article 179 du traité sur le fonctionnement de l'Union européenne - 35. Déclaration ad article 194 du traité sur le fonctionnement de l'Union européenne - 36. Déclaration ad article 218 du traité sur le fonctionnement de l'Union européenne concernant la négociation et la conclusion par les États membres d'accords internationaux concernant l'espace de liberté, de sécurité et de justice | - 37. Déclaration ad article 222 du traité sur le fonctionnement de l'Union européenne - 38. Déclaration ad article 252 du traité sur le fonctionnement de l'Union européenne relative au nombre d'avocats généraux à la Cour de justice - 39. Déclaration ad article 290 du traité sur le fonctionnement de l'Union européenne - 40. Déclaration ad article 329 du traité sur le fonctionnement de l'Union européenne - 41. Déclaration ad article 352 du traité sur le fonctionnement de l'Union européenne - 42. Déclaration ad article 352 du traité sur le fonctionnement de l'Union européenne - 43. Déclaration ad article 355, paragraphe 6, du traité sur le fonctionnement de l'Union européenne Déclarations relatives à des protocoles annexés aux traités - 44. Déclaration ad article 5 du protocole sur l'acquis de Schengen intégré dans le cadre de l'Union européenne - 45. Déclaration ad article 5, paragraphe 2, du protocole sur l'acquis de Schengen intégré dans le cadre de l'Union européenne - 46. Déclaration ad article 5, paragraphe 3, du protocole sur l'acquis de Schengen intégré dans le cadre de l'Union européenne - 47. Déclaration ad article 5, paragraphes 3, 4 et 5, du protocole sur l'acquis de Schengen intégré dans le cadre de l'Union européenne - 48. Déclaration concernant le protocole sur la position du Danemark - 49. Déclaration concernant l'Italie - 50. Déclaration ad article 10 du protocole sur les dispositions transitoires Déclarations d'États membres - 51. Déclaration du Royaume de Belgique relative aux parlements nationaux - 52. Déclaration du Royaume de Belgique, de la République de Bulgarie, de la République fédérale d'Allemagne, de la République hellénique, du Royaume d'Espagne, de la République italienne, de la République de Chypre, de la République de Lituanie, du Grand-Duché de Luxembourg, de la République de Hongrie, de la République de Malte, de la République d'Autriche, de la République portugaise, de la Roumanie, de la République de Slovénie et de la République slovaque relative aux symboles de l'Union européenne - 53. Déclaration de la République tchèque sur la Charte des droits fondamentaux de l'Union européenne - 54. Déclaration de la République fédérale d'Allemagne, de l'Irlande, de la République de Hongrie, de la République d'Autriche et du Royaume de Suède - 55. Déclaration du Royaume d'Espagne et du Royaume-Uni de Grande-Bretagne et d'Irlande du Nord - 56. Déclaration de l'Irlande ad article 3 du protocole sur la position du Royaume-Uni et de l'Irlande à l'égard de l'espace de liberté, de sécurité et de justice - 57. Déclaration de la République italienne relative à la composition du Parlement européen - 58. Déclaration de la République de Lettonie, de la République de Hongrie et de la République de Malte relative à l'orthographe du nom de la monnaie unique dans les traités - 59. Déclaration du Royaume des Pays-Bas ad article 312 du traité sur le fonctionnement de l'Union européenne - 60. Déclaration du Royaume des Pays-Bas ad article 355 du traité sur le fonctionnement de l'Union européenne - 61. Déclaration de la République de Pologne sur la Charte des droits fondamentaux de l'Union européenne - 62. Déclaration de la République de Pologne relative au Protocole sur l'application de la Charte des droits fondamentaux de l'Union européenne à la Pologne et au Royaume-Uni - 63. Déclaration du Royaume-Uni de Grande-Bretagne et d'Irlande du Nord sur la définition du terme « ressortissants » - 64. Déclaration du Royaume-Uni de Grande-Bretagne et d'Irlande du Nord sur le droit de vote aux élections parlementaires européennes - 65. Déclaration du Royaume-Uni de Grande-Bretagne et d'Irlande du Nord ad article 75 du traité sur le fonctionnement de l'Union européenne |

## Sources

## Compléments

### Lectures approfondies
- S. Barbou  des Places, Aux  marges du  traité – Déclarations, protocoles et annexes aux  traités européens, Bruxelles, Bruylant, coll. « Collection droit de l’Union européenne », décembre 2012, 262 p. (ISBN 978-2-8027-3503-8)